# Metropolitanstadt Bologna
Die Metropolitanstadt Bologna (italienisch Città Metropolitana di Bologna) ist eine Metropolitanstadt in der italienischen Region Emilia-Romagna.
Die Metropolitanstadt Bologna besteht seit dem 1. Januar 2015 als Rechtsnachfolgerin der ehemaligen Provinz Bologna (italienisch Provincia di Bologna).
Das Gebiet der Metropolitanstadt besteht aus dem südöstlichen Teil der historischen Region Emilia und Teilen der Romagna. Hauptstadt ist Bologna, zugleich Hauptstadt der Region Emilia-Romagna.
Die Metropolitanstadt, die sich auf dem Gebiet der ehemaligen Provinz erstreckt, hatte am 31. Dezember 2023 1.017.536 Einwohner in 55 Gemeinden auf einer Fläche von 3.702 km².
Im Norden grenzt die Metropolitanstadt an die Provinz Ferrara, im Osten an die Provinz Ravenna, im Süden an die Region Toskana und im Westen an die Provinz Modena.
Die Formel-1-Rennstrecke Autodromo Enzo e Dino Ferrari in Imola wurde auf dem Gebiet der Metropolitanstadt gebaut.

## Größte Gemeinden
(Stand: 31. Dezember 2023)
| Gemeinde                  | Einwohner |
| ------------------------- | --------- |
| Bologna                   | 390.098   |
| Imola                     | 69.332    |
| Casalecchio di Reno       | 35.373    |
| San Lazzaro di Savena     | 32.699    |
| Valsamoggia               | 31.925    |
| San Giovanni in Persiceto | 27.960    |
| Castel San Pietro Terme   | 20.694    |
| Zola Predosa              | 19.369    |
| Budrio                    | 18.365    |
| Castel Maggiore           | 18.496    |
| Pianoro                   | 17.746    |
| Medicina                  | 16.720    |
| Molinella                 | 15.709    |
| Castenaso                 | 16.357    |
| Sasso Marconi             | 14.868    |
| Crevalcore                | 13.981    |
| Calderara di Reno         | 13.690    |
| Ozzano dell’Emilia        | 14.063    |
| Anzola dell’Emilia        | 12.347    |
| San Pietro in Casale      | 12.929    |
| Granarolo dell’Emilia     | 12.915    |
| Monte San Pietro          | 10.813    |